# Ad-Dawara al-Kabira
Ad-Dawara al-Kabira (arab. الدوارة الكبيرة) – wieś w Syrii, w muhafazie Aleppo, w dystrykcie Ajn al-Arab. W 2004 roku liczyła 572 mieszkańców.